# شاطرگنبدی
شاطرگنبدی یک روستا در ایران است که در شهرستان مشگین‌شهر استان اردبیل واقع شده‌است.

## جمعیت
این روستا در دهستان لاهرود قرار دارد و براساس سرشماری مرکز آمار ایران در سال ۱۳۸۵، جمعیت آن ۱۹ نفر (۴ خانوار) بوده‌است.